# Кокка, Диего
Дие́го Марти́н Ко́кка (исп. Diego Martín Cocca; род. 11 февраля 1972, Монтеррей) — аргентинский футболист и футбольный тренер. Выступал на позиции защитника.

## Игровая карьера
Диего Кокко начинал свою профессиональную карьеру футболиста в клубе «Ривер Плейт», вместе с которым в 1991 году выиграл чемпионат Аргентины. Затем он выступал за менее успешные аргентинские команды «Депортиво Эспаньол» и «Феррокарриль Оэсте».
В 1996 году Кокка перешёл в клуб испанской Сегунды «Лерида», но в чемпионате провёл лишь полгода и сыграл 11 матчей. После чего он вернулся в Аргентину, подписав соглашение с командой «Архентинос Хуниорс». Впоследствии Кокка выступал за мексиканские клубы «Атлас», «Веракрус» и «Керетаро», аргентинский «Банфилд».
Заканчивал карьеру игрока Кокка, играя за «Архентинос Хуниорс» в 2005 году.

## Тренерская карьера
Свою тренерскую карьеру Кокка начинал, возглавляя в 2007—2008 годах клуб Примеры B Насьональ КАИ. 29 октября 2008 года он был назначен главным тренером клуба аргентинской Примеры «Годой-Крус». Спустя год Кокка покинул этот клуб, а 23 декабря 2009 года он подписал годичное соглашение с другим клубом Примеры «Химнасия и Эсгрима» из Ла-Платы. Команда под его руководством смогла избежать вылета по итогам сезона 2009/10, обыграв в стыковых матчах «Атлетико Рафаэлу». Но из-за неудачного старта в следующем сезоне Кокка покинул свой пост.
21 февраля 2011 года Кокка был назначен главным тренером мексиканского клуба «Сантос Лагуна», а 4 сентября того же года уволен после ряда неудачных результатов. Затем он работал с клубами аргентинской Примеры B Насьональ «Уракан» и «Дефенса и Хустисия», последний под его руководством в 2014 году впервые в своей истории вышел в Примеру.
16 июня 2014 года Кокка стал главным тренером «Расинга» из Авельянеды, который по итогам сезона 2014 года впервые за 13 лет выиграл чемпионат Аргентины.
17 августа 2016 года назначен главным тренером колумбийского клуба «Мильонариос».
23 декабря 2016 года было объявлено, что с 30 декабря 2016 года Кокка приступает к должности главного тренера «Расинга». 27 ноября 2017 года подал в отставку через 2 дня после поражения «Расинга» в домашнем матче 10-го тура чемпионата Аргентины 2017/18 от «Индепендьенте» (0:1).
7 декабря 2017 года назначен главным тренером мексиканского клуба «Тихуана».
19 марта 2019 года назначен главным тренером клуба «Росарио Сентраль» сроком до 2020 года.
11 августа 2020 года назначен главным тренером мексиканского клуба «Атлас» (Гвадалахара). В декабре 2021 года привёл «Атлас» ко второму титулу чемпионов Мексики — первый был завоёван за 70 лет до того, в сезоне 1950/51.

## Достижения
В качестве футболиста
- Чемпион Аргентины: Ап. 1991

В качестве тренера
- Чемпион Аргентины: 2014
- Чемпион Мексики (2): Апертура 2021, Клаусура 2022